# ベセル (アラスカ州)
ベセル（英：Bethel、中央アラスカン・ユピック語：MamterillirmuitまたはOrutsararmuit）は、アメリカ合衆国、アラスカ州の西端部にある都市。ベーリング海に面している。アンカレッジの西550キロメートルに位置する。人口は6,325人（2020年）で、非自治郡の西部に位置するコミュニティーとしては最大の町である。
ベセルにはアラスカ南西部で唯一の拘置所（ユーコン・カスコクウィム矯正所）がある。また、アラスカ州で最も近年になって飲酒が認められた都市でもある。
2020年アメリカ合衆国国勢調査によれば、ベセル市の人口の約7割はアメリカ先住民である。

## 歴史
ベセルはもともとユピック族の村で、Mamterillermiutと呼ばれていた。これは燻製所の人々という意味で、近くに魚の燻製の製造所が存在したことに由来する。その後、1800年代後半にはアラスカ・コマーシャル社の交易所になり、1880年の国勢調査時には41人が住んでいた。1885年にはジョン・ヘンリー・キルブック・ジュニアのお告げのもと、この地域にモラヴィア兄弟団の伝道所が建てられた。ユピック族はキルブックの言うとおりに行動し、キルブックは宣教師の重要性を知った。宣教団はカスコクウィム川の西岸に現在のベセルを建設してMamterillermiutから引っ越し、1905年には合衆国の郵便局が設けられた。
アラスカの先住民族は長い間、正教会やカトリック、モラヴィア兄弟団といったキリスト教の影響を受けてきた。それゆえアラスカの多くの村では、キリスト教のしきたりと土着が複雑に合わさった文化が存在する。
1997年2月19日に、ベセルの高校でスクールシューティングが発生しメディアを賑わせた。犯人は当時、高校の生徒だったエヴァン・ラムゼイで、校長と生徒一人を殺害し、ほか二人を負傷させた。彼には禁固198年の刑が言い渡された。

## 地理
ベセルは北緯60度47分32秒、西経161度45分21秒に位置する。
アメリカ合衆国国勢調査局によると、この都市は総面積126.4 km2 (48.8 mi2) である。このうち113.3 km2 (43.8 mi2)が陸地で、13.1 km2 (5.1 mi2) が海や湖などの水地域である。総面積のうち10.39%が水地域となっている。
ベセル一帯は樹木のない平坦な地形になっているが、ユーコン・デルタ国立野生生物保護区に指定されている。この野生生物保護区は、合衆国のなかで一番面積の広い野生生物保護区になっている。

## 気候
この地域の年間の平均降水量は410mmだが、降雪量になると1,300mmもある。7月の平均最低気温は 9℃(49°F) で、平均最高気温は 17℃(63°F) だが、過去には7月に最低気温が 0℃(32°F)、最高気温が 31℃(87°F) になった日もあった。また、1月の平均最低気温は −17.2℃(1°F) で、平均最高気温は −11.1℃(12°F) だが、過去には最低気温が −44.4℃(−48°F)、最高気温が 9.4℃(49°F) になった日もあった。

## 人口動静
2000年の国勢調査によると、ベセルには5,471人、1,741世帯、および1,190家族が暮らしている。人口密度は48.3/km2 (125.0/mi2) で、17.6/km2 (45.5/mi2) の平均的な密度に1,990軒の住居が建っている。人種の構成は白人26.83%、アフリカン・アメリカン0.93%、アメリカ先住民61.78%、アジア系2.87%、太平洋諸島系0.16%、その他の人種0.51%、及び混血6.91%で、1.70%の人々がヒスパニックまたはラテン系である。
ベセルに住む1,741世帯のうち、44.1%は18歳未満の子供と暮らしており、42.6%は夫婦で生活している。15.2%は未婚の女性が世帯主であり、33.7%は家族以外の住人と同居している。24.5%は独居で、全世帯の3.2%は65歳以上の独居老人世帯である。1世帯あたりの平均人数は3.00人であり、家庭の場合は3.65人である。
住民は35.5%が18歳未満の未成年、18歳以上24歳以下が9.0%、25歳以上44歳以下が32.7%、45歳以上64歳以下が18.9%、及び65歳以上が3.9%にわたっている。平均年齢は29歳である。女性100人ごとに対して男性は110.4人いて、18歳以上の女性100人ごとに対して男性は109.6人いる。
世帯ごとの平均収入は57,321米ドルであり、家族ごとでは62,431米ドルである。男性の45,321米ドルに対して女性は39,010米ドルの平均的な収入がある。一人当たりの収入 (per capita income) は20,267米ドルである。人口の11.2%及び家族の10.6%は貧困線以下である。18歳未満人口の9.7%と64歳以上人口の18.3%は貧困線以下の生活を送っている。

## 交通
ベセルへの交通手段は空路か水路に限られており、州の運営するベセル空港が地域の交通の中心になっている。ベセル空港にはアラスカ航空、グラント航空、ヘージランド航空サービス、ユート・エアー、フロンティア航空サービスなどの7つの旅客事業者が参入している。そのほか、5つの貨物事業者（エヴァーツ航空貨物、北方航空貨物、アラスカ中央急行、アークティック運輸サービス、リンデン・エアカーゴ）や多くの小さなエアタクシー事業者が空港を使用している。その参入事業者の多さゆえ、ベセル空港はアラスカ州の空港のなかで三番目にフライト数の多い空港になっている。空港の滑走路はアスファルト舗装された6,400フィートのものと未舗装で1,850フィートの2つがあり、現在は改修や拡張に700万ドルをかけている。バセルでは他にも近くのハンガー湖、M・マーカー湖、カスコクウィム川の3箇所に水上航空基地がある。
地域にあるベセル港は、同じカスコクウィム川の河岸にあるユーコン＝カスコクウィム・デルタの56の村のハブ港になっている。中規模の港としては合衆国で最も北にある。夏には水運も地域の重要な交通手段となる。カスコクウィム川の河畔にある村へはバセル港から出る艀が物資を届けている。
ベセルのおよそ26キロメートルより内側には道路があるが、他の道路網と接続しているわけではない。冬には川が凍結して道路になり、いくつかの村を結ぶようになるが、気温や降雪によって路面の状態が変化するので注意が必要である。ベセルとベーリング海沿いのユーコン川デルタにある村との間を雪上車の道が通じている。
街にある舗装された道路（約16キロメートル）は、ベセルのタクシー業に従事する人々を支えている。ベセルのタクシー運転手は少なくとも93人いて、合衆国のどの都市よりも人口あたりの比率が高い。

## 経済
ベセルでは近年、農業が行われるようになった。最初は小さな有機農園からはじめ、だんだんと地域の食糧生産量は増えている。アラスカ・マーケットプレイスが冬に行う競技会（コンペ）では、ベセルの住民でつくるマイヤーズ農園が有機野菜を出品している。

## スポーツおよび娯楽
バセルでは年に一度、カスコクウィム 300という中距離の犬ぞりレースが行われる。このレースは1980年から毎年1月に開催され、昔、外界からこの地の移民に郵便物を届けた道で行われる。そのうち480キロメートルのレースで優勝した者には、賞金10万ドルが贈られる。
他にもこの地域では、スノーモービル、スキー、自転車、カヤック、カリブー狩り、サーモン釣りなどが楽しめる。

## 文化
毎年三月にはカマイ・ダンス・フェスティバルがベセルで開催され、アラスカ州のみならず他の地方からも伝統的なダンスの踊り子たちが集まる。何百人という踊り子や鼓手、歌手らが、三日間の祭りの期間中ユピック族の伝承をもとにしたダンスを踊り明かすのである。イベントの資金はベセルの芸術協会が出している。また、祭りの名前になっているカマイ（Camai、正確にはCha-Mai）とは「心からこんにちは」という意味である。

## メディア
ベセルにはKYUK-TVというテレビ局と、KYUKとKYKDの二つのラジオ局がある。また、デルタ・ディスカバリーとツンドラ・ドラムスの二つの週刊誌が刊行されている。